# Przesieki
Przesieki (pol. hist. Piotrowo) – wieś w Polsce, położona w województwie wielkopolskim, w powiecie czarnkowsko-trzcianeckim, w gminie Krzyż Wielkopolski.
W latach 1975–1998 miejscowość administracyjnie należała do województwa pilskiego.

## Historia
Miejscowość pierwotnie związana była z Wielkopolską. Istnieje co najmniej od końca XVI wieku. Po raz pierwszy odnotowana po polsku w dokumencie z 1595 jako Piotrowo kiedy to została lokowana. W 1600 Niemcy używali nazwy Prosszekel, a później Prossekel. W okresie 1944 III Rzeszy nosiła niemiecką nazwę Wiesenthal.
W XVI wieku miejscowość należała do powiatu poznańskiego Korony Królestwa Polskiego. Leżała początkowo na terenie królewszczyzny i była własnością królów polskich, a później stała się wsią szlachecką należącą do lokalnej szlachty wielkopolskiej. W 1595 Piotr Czarnkowski sprzedał z zastrzeżeniem prawa odkupu Chrystianowi margrabiemu brandenburskiemu dobra Wieleń, a w tym m.in. nowo lokowaną wieś Piotrowo, za 25 000 złotych.
W 1600 odnotowano sołtysa wsi Marcina Kropa. W XVII wieku wieś była wielokrotnie wymieniana w dobrach wieleńskich jako Piotrowo. Nazwa używana później przez Niemców Prossekel powstała być może w nawiązaniu do dwóch jezior znajdujących się na północ od tej wsi o nazwach Przesiekierze i Przesiekierko.